# Wim Maes
Wim Maes (1 juni 1972) is een Belgische schaker. Maes heeft de titel meester van de internationale schaakorganisatie FIDE.
Sinds 2008 zijn er geen schaakresultaten van Maes bekend.
- In 1990 werd hij gelijk eerste in het A-kampioenschap van België te Brasschaat.[1]
- In 1998 speelde hij voor België de olympiade in Elista.
- Van 20 t/m 28 augustus 2005 speelde hij mee in het open kampioenschap van Brasschaat en eindigde daar met zeven punten uit negen ronden op de tweede plaats.
- Op 27/08/06 won hij de 6e editie van Open Brasschaat 2006 tegen Semen Minyeyevtsev.
- In 2007 nam hij deel aan het open tornooi van Le Touquet en eindigde 16de.[2]
- In 2008 nam hij deel aan het 1ste open toernooi van de Bretonse hoofdstad Rennes. Hij werd 20ste.[3]
- Nog in 2008 nam hij deel aan het 23ste open toernooi van Le Touquet en werd 6de.[4]
- Hij is tevens een wiskundeleerkracht in het Forum Da Vinci te Sint-Niklaas. Daar schaakte hij op de opendeurdag tegen 25 mensen tegelijkertijd, en won hij alle matchen.